# Cuộc chiến khốc liệt
Cuộc chiến khốc liệt (tên gốc tiếng Anh: War) là phim điện ảnh hành động tội phạm hồi hộp của Mỹ do Philip G. Atwell đạo diễn, và đây cũng là phim điện ảnh đạo diễn đầu tay của ông. Phim có sự tham gia diễn xuất của Lý Liên Kiệt và Jason Statham, và được công chiếu tại Mỹ vào ngày 24 tháng 8 năm 2007. Đây là lần cộng tác thứ hai của Lý Liên Kiệt và Statham sau bộ phim The One ra mắt năm 2001. Trong phim, Jason Statham vào vai một đặc vụ FBI trong công cuộc lần chiến đấu chống lại tên ám sát bí ẩn có biệt danh Rogue. Ban đầu bộ phim có tựa là Rogue nhưng do trùng tên với một bộ phim khác nên được đổi thành War. Tuy nhiên phim còn được biết với tựa đề Rogue Assassin ở một số quốc gia như New Zealand, Nhật Bản, Hồng Kông, Singapore, Ấn Độ, Úc, Philippines và vài nước ở châu Âu.

## Nội dung
Sau trận đấu súng với băng đảng hội Tam Hoàng, hai đặc vụ FBI John Crawford và Tom Lone chạm trán Rogue - tên sát thủ bí ẩn khét tiếng đang làm việc với băng đảng Yakuza. Rogue bị Lone bắn và rơi xuống sông, xác của hắn không được tìm thấy, cảnh sát cho rằng hắn đã chết. Thực ra Rogue vẫn còn sống, vài ngày sau hắn đến nhà Lone để sát hại gia đình anh, cả căn nhà bị thiêu rụi. John Crawford quyết định sẽ trả thù cho Lone.
Ba năm sau, Rogue xuất hiện trở lại, hắn làm việc với ông chủ Tam Hoàng Li Chang. Chang bảo Rogue giúp đánh cắp cặp ngựa bằng vàng từ băng đảng Yakuza. Rogue đồng ý và dẫn vài tên gangster Tam Hoàng đi theo. Khi giết hết gangster Yakuza, Rogue liền đem cặp ngựa vàng về chỗ giấu bí mật của hắn chứ không đưa cho Chang, vì hắn đã có kế hoạch khác. Với tâm địa độc ác lạnh lùng, Rogue đã gài bẫy cho hai băng đảng Tam Hoàng và Yakuza giết chóc lẫn nhau hằng ngày. John Crawford cùng những đặc vụ khác nghe tin Rogue trở lại thì cũng ngạc nhiên. Crawford định bắt Rogue nhiều lần nhưng Rogue là kẻ vô cùng thông minh, hắn luôn đi trước Crawford một bước.
Rogue đã phản bội Chang, hắn giết Chang rồi đưa vợ con Chang đi trốn băng đảng Yakuza. Thủ lĩnh của Yakuza là Shiro Yanagawa đang ở Nhật khi biết chuyện Li Chang chết thì liền đến Mỹ để kiểm soát bang hội. Crawford có cảnh báo Yanagawa rằng Rogue có thể sẽ tiêu diệt ông nhưng Yanagawa không tin. Hôm đó Rogue đến gặp Yanagawa, hắn đưa ông ta ngựa vàng. Yanagawa phát hiện đó là hàng giả và ra lệnh thuộc hạ tra khảo Rogue. Tuy nhiên Rogue giết hết thuộc hạ của Yanagawa rồi lấy kiếm Katana giao chiến với Yanagawa. Rogue tiết lộ cho Yanagawa biết hắn chính là Tom Lone, ba năm trước tên Rogue thật xông vào nhà giết vợ con Lone thì Lone đã bắn chết hắn, Lone đốt nhà và đi đổi khuôn mặt, giọng nói để giả làm Rogue. Rogue nói rằng hắn làm những hành động vừa qua nhằm mục đích lừa Yanagawa đến Mỹ, hắn có thể giết Yanagawa vì năm xưa ông cho tên Rogue thật giết gia đình Lone.
Yanagawa cũng tiết lộ ba năm trước chính Crawford đã bán đứng Lone, ông còn nói vì Crawford nên vợ con Lone mới chết. Rogue tức giận chém đầu Yanagawa và bỏ đi. Rogue gửi cho vợ của Chang thùng hàng có chứa ngựa vàng thật để cô ta bắt đầu cuộc sống mới, còn ở Nhật thì con gái Yanagawa cũng nhận được thùng hàng tương tự nhưng bên trong chỉ có cái đầu của ông Yanagawa. Hôm sau Rogue hẹn gặp Crawford tại bến cảng, hai người đánh nhau dữ dội, cuối cùng Rogue tiết lộ danh tính thật của hắn. Crawford bất ngờ xin Rogue tha lỗi chuyện năm xưa, Rogue vẫn rút súng bắn chết Crawford. Sau ngày hôm đó, Rogue đem con ngựa vàng còn lại biến mất khỏi thành phố San Francisco, không ai biết hắn đã đi đâu.

## Diễn viên
- Lý Liên Kiệt vai Rogue / Tom Lone
- Jason Statham vai John Crawford
- Terry Chen vai Tom Lone
- John Lone vai Li Chang
- Mathew St. Patrick vai Wick
- Sung Kang vai Goi
- Devon Aoki vai Kira Yanagawa
- Ryo Ishibashi vai Shiro Yanagawa
- Luis Guzmán vai Benny
- Saul Rubinek vai Bác sĩ Sherman
- Kenneth Choi vai Takada
- Mark Cheng vai Wu Ti
- Johnson Phan vai Joey Ti
- Andrea Roth vai Jenny Crawford
- Nicholas Elia vai Daniel Crawford
- Nadine Velazquez vai Maria Chang
- Kennedy Lauren Montano vai Ana Chang
- Steph Song vai Diane Lone
- Annika Foo vai Amy Lone
- Kim Jung-Yul vai Yuzo
- Hiro Kanagawa vai Yoshido
- Wilken Yam vai Wong
- Aaron Au vai Eddie
- Mark Louie vai Lau
- Nadia Farès vai Kinler
- Aaron Pearl vai Clark
- Kane Kosugi vai Gangster Yakuza
- Don Lew vai Gangster Yakuza